# Quintinia
Quintinia ist eine Pflanzengattung in der Familie der Paracryphiaceae. Die Arten dieser Gattung kommen im südwestlichen Pazifikraum vor: von den Philippinen über Neuguinea, Australien (etwa vier Arten), Neuseeland (etwa drei Arten) bis Neukaledonien (sechs Arten). Die Gattung umfasst etwa 14 bis 25 Arten. Der Gattungsname ehrt den französischen Juristen und Gärtner Jean-Baptiste de La Quintinie (1626–1688).

## Beschreibung
Die Quintinia-Arten sind immergrüne Sträucher oder Bäume. Die wechselständig und spiralig an den Zweigen angeordneten, gestielten, einfachen Laubblätter haben einen glatten, gezähnten oder gesägten Blattrand. Nebenblätter fehlen.
Es werden end- oder achselständige traubige oder ährige Blütenstände gebildet. Die zwittrigen, radiärsymmetrischen Blüten sind fünfzählig. Die fünf Kelchblätter sind in der unteren Hälfte verwachsen. Die fünf Kronblätter sind frei oder verwachsen. Es ist nur ein Kreis mit fünf freien Staubblättern vorhanden. Drei bis fünf Fruchtblätter sind zu einem unterständigen Fruchtknoten verwachsen. Der Griffel ist lang und die Narbe ist drei- bis fünflappig. Sie bilden drei- bis fünffächerige Kapselfrüchte.

## Systematik
Die Einordnung der Gattung Quintinia war umstritten. Man stellte sie beispielsweise zu den Saxifragaceae oder Escalloniaceae. Heute stellt man sie in die Familie Paracryphiaceae.

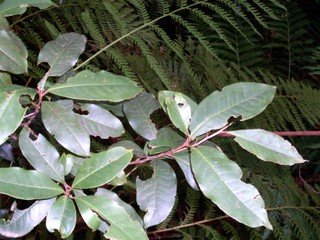
Quintinia sieberi

### Arten (Auswahl)
Die Gattung Quintinia umfasst etwa 14 bis 25 Arten:
- Quintinia altigena Schltr.: Die Heimat ist Neuguinea.
- Quintinia fawkneri F.Muell.: Die Heimat ist Australien.
- Quintinia lanceolata Schltr.: Die Heimat ist Neuguinea.
- Quintinia ledermannii Schltr.: Die Heimat ist Indonesien.
- Quintinia major (Baill.) Schltr.: Die Heimat ist Neukaledonien.
- Quintinia media (Baill.) Guillaumin: Die Heimat ist Neukaledonien.
- Quintinia minor (Baill.) Schltr.: Die Heimat ist Neukaledonien.
- Quintinia oreophila (Schltr.) Schltr.: Die Heimat ist Neukaledonien.
- Quintinia parviflora (Schltr.) Schltr.: Die Heimat ist Neukaledonien.
- Quintinia quatrefagesii F.Muell.: Die Heimat ist Australien.
- Quintinia resinosa (Schltr.) Schltr.: Die Heimat ist Neukaledonien.
- Quintinia serrata A.Cunn. (Syn.: Quintinia acutifolia Kirk, Quintinia elliptica Hook. f.): Die Heimat ist Australien. Sie hat die Chromosomenzahl 2n = 44.[3]
- Quintinia sieberi A.DC.: Die Heimat ist Australien.
- Quintinia verdonii F.Muell.: Die Heimat ist Australien.